# Grensebanen

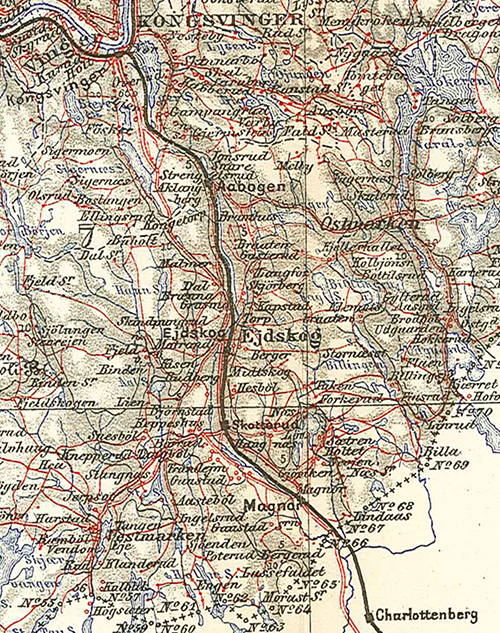
Carte de 1902.

La Grensebanen (en français la ligne de la frontière) est une ligne de chemin de fer reliant Kongsvinger à Charlottenberg. La ligne fut ouverte en 1865. La ligne n'est plus aujourd'hui considérée comme une ligne indépendante mais comme un simple tronçon de la ligne de Kongsvinger.

## Histoire
Les 4 gares situées entre Kongsvinger et Charlottenberg (Åbogen, Mastrand, Skotterud et Magnor) ont toutes été fermées en 1990 et, comme la ligne est à voie unique, ces gares servent aujourd'hui d'évitements.

## Galerie de photographies

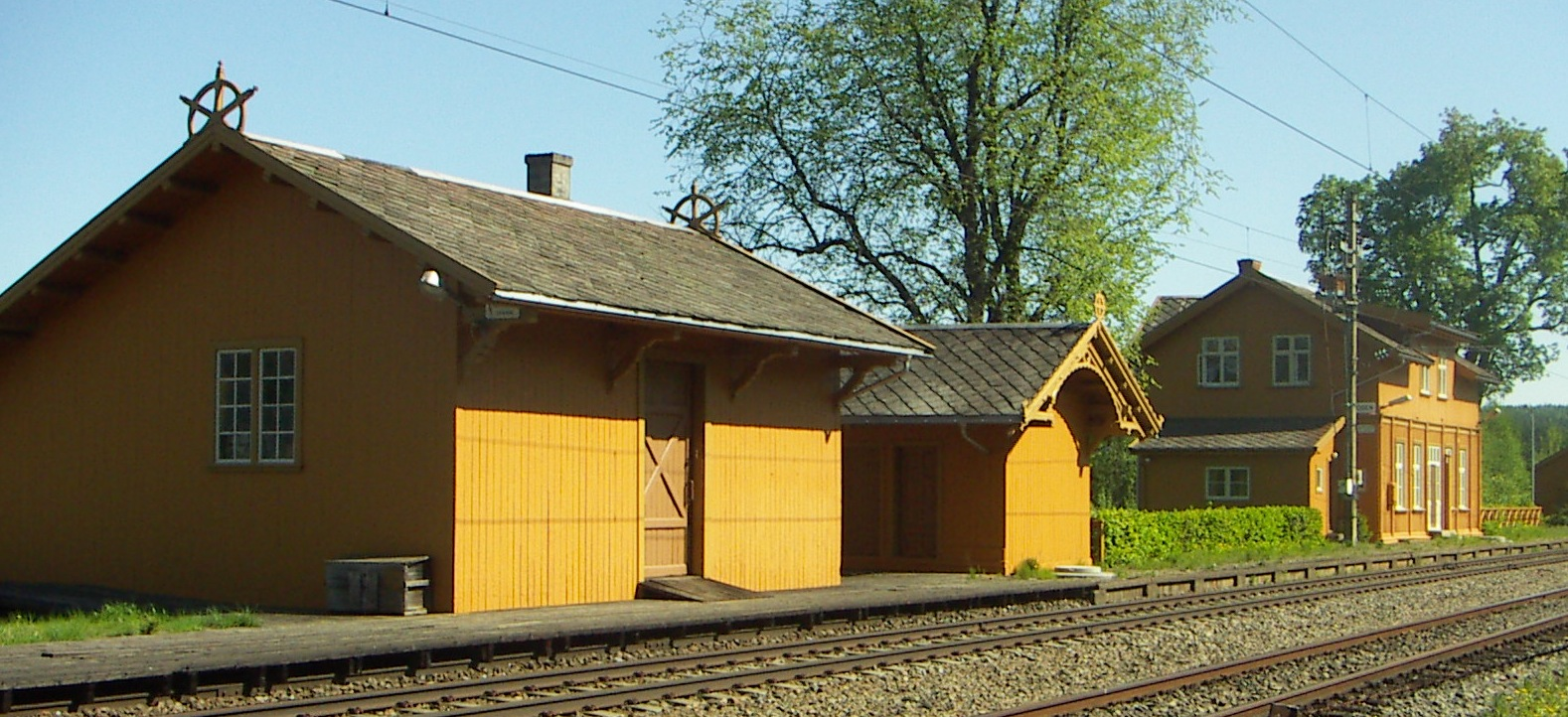
La gare d'Åbogen.
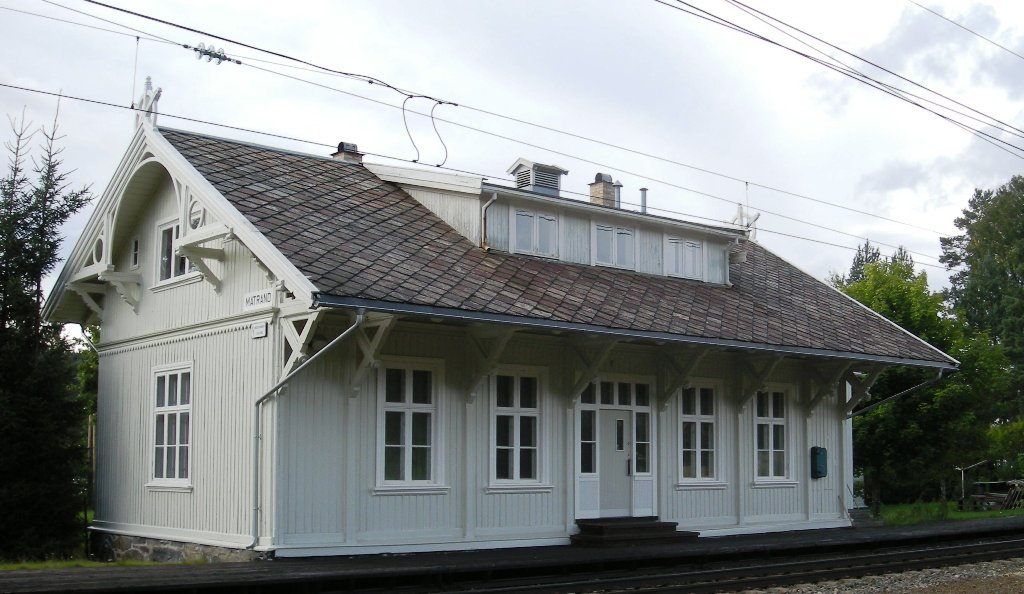
La gare de Mastrand.
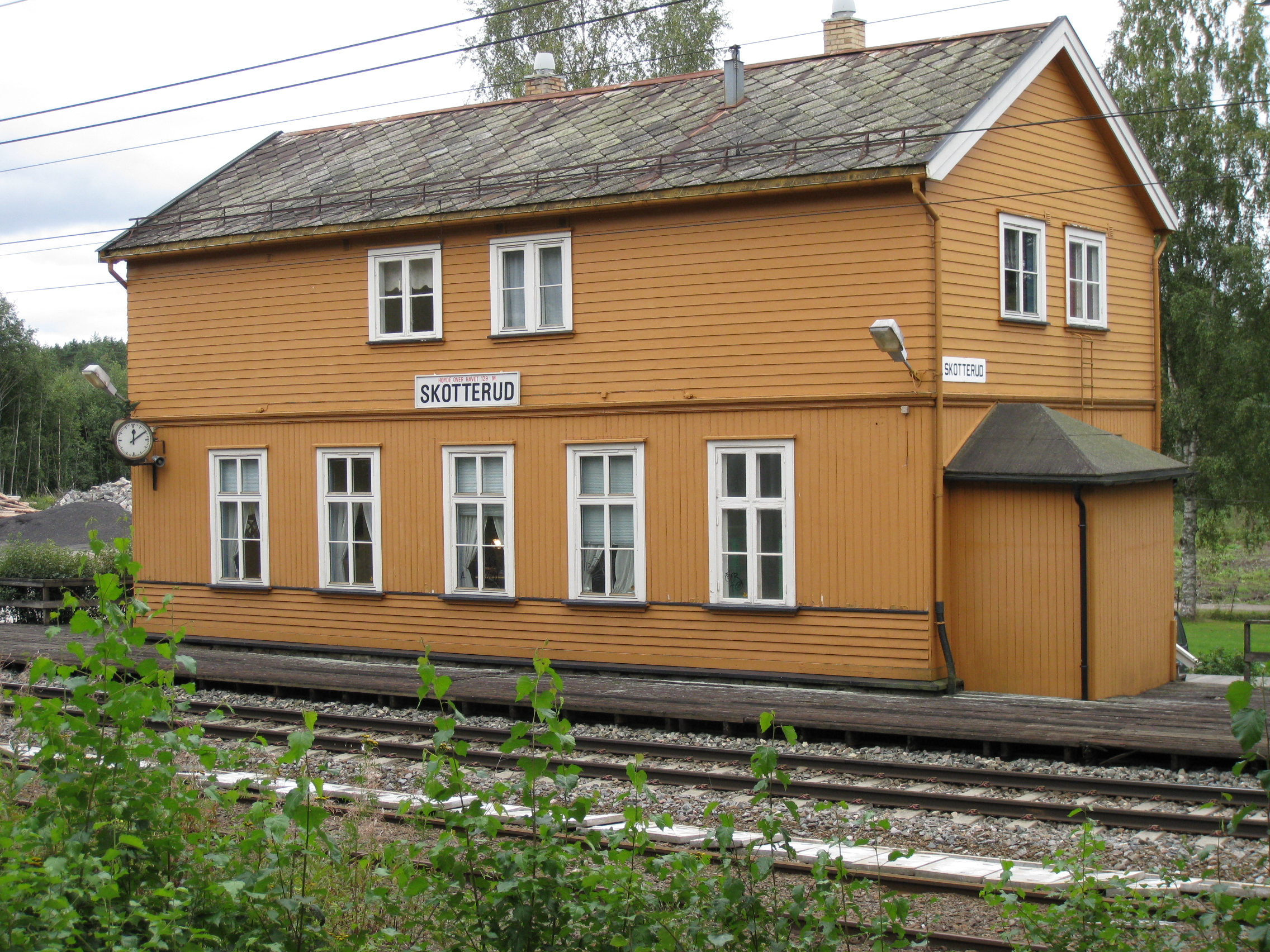
La gare de Skotterud.
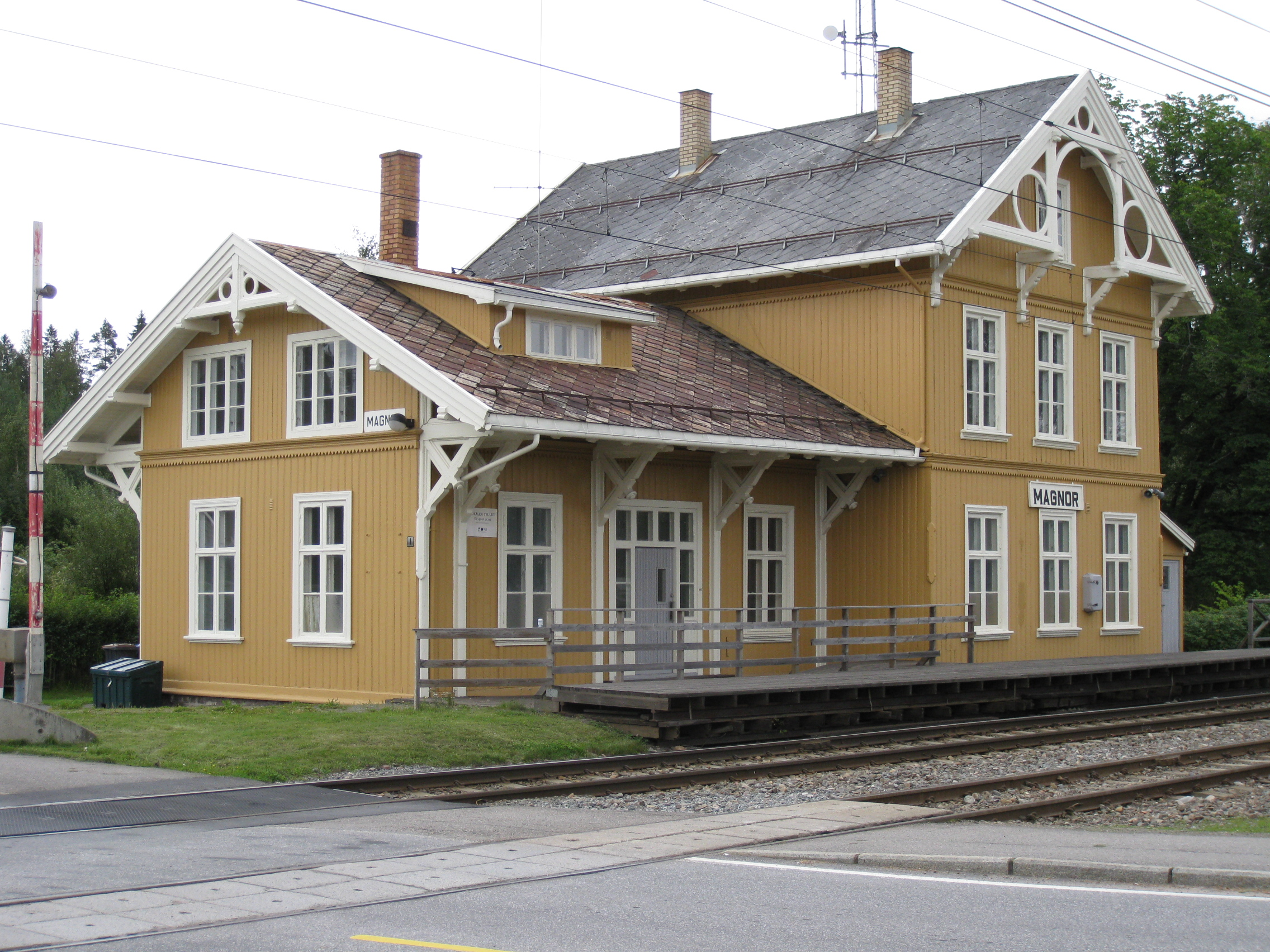
La gare de Magnor.